# Indlandsis
Indlandsis er et vedvarende isdække, som dækker et landområde, der er større end 50.000 km².  I nogle tilfælde kan et helt kontinent være dækket af indlandsis. I moderne tid findes de eneste eksempler på indlandsis i Antarktis og Grønlands indlandsis, men under den seneste istid var store dele af Nordamerika, Europa og Patagonien permanent isdækkede. De nuværende eksempler på indlandsis er geologisk set relativt unge; indlandsisen på Antarktis opstod formentlig første gang i Tidlig Oligocæn, hvorefter den dog forsvandt og genopstod flere gange indtil slutningen af Pliocæn. Siden da har kontinentet permanent været dækket af is. Den grønlandske indlandsis opstod ligeledes i Pliocæn, hvor dannelsen af iskappen fandt sted med så stor hastighed, at endog meget velbevarede fossiler af fortidige planter kan findes på Grønland i dag.
Gletsjerområder, der er mindre end 50.000 km², betegnes som iskapper. I lighed med indlandsis vil iskapper normalt føde en række gletsjere i deres periferi.
Selvom overfladen er meget kold, er temperaturen ved underkanten af isbræen højere pga. geotermisk varme, og derfor forekommer der visse steder en afsmeltning nedefra. Smeltevand skaber her en glat overflade mellem isen og undergrunden, der får isen til at glide hurtigere, og der dannes derved isstrømme. En af verdens hurtigst løbende gletsjere er Jakobshavn Isbræ med en hastighed på over 20 m om dagen.

## Grønland
Grønlands indlandsis er det flere kilometer tykke isskjold, der dækker hovedparten af øen. Indlandsisen består af ca. 2,8 millioner km3 is, som, hvis den smeltede, ville medføre en stigning af vandstanden i verdenshavene på 7,2 meter . Grønlands indlandsis mister hvert år is i størrelsesordnen 269 Gigaton pr år.
Danske forskere har boret ned i isen og udtaget iskerner til udforskning af Jordens forhold i de sidste 125.000 år.

## Antarktis
Indlandsisen på Antarktis er den største ismasse på Jorden. Den dækker et område på næsten 14 millioner km² og indeholder ca. 30 millioner km³ is. Det er omtrent 90% af hele Jordens ferskvand, der her er bundet i form af is. Hvis den smeltede, ville verdenshavene stige med 61,1-70 meter. I det østlige Antarktis hviler iskappen på en større landmasse, men i det vestlige Antarktis dækker den et arkipelag, og bunden befinder sig flere steder mere end 2.500 m under havets overflade. Dette område vil derfor være havbund, hvis isen forsvandt herfra.

## Spor efter tidligere eksempler på indlandsis
Tekst mangler, hjælp os med at skrive teksten

## Landhævning
Den enorme masse fra en indlandsis skaber et kæmpe tryk på jordskorpen, som derfor presses ned af isens tyngde. Områder, der tidligere har været dækket af en iskappe, vil opleve en landhævning, da isens tyngde tidligere trykkede jordskorpen ned.
Under den seneste istid nåede indlandsisen i Nordeuropa en højde på mere end 3 km, og eftersom jordskorpens tæthed er omtrent tre gange så stor som isen, anslår man, at jordoverfladen blev trykket omkring 1.000 m ned. . I takt med at isen forsvinder, opstår der en såkaldt isostatisk landhævning. Det vil sige en landhævning, der er 'passiv' og ikke er opstået gennem fx bjergdannelse. Landhævningen foregår hurtigst lige efter, at isen er forsvundet, men derefter aftager den eksponentielt. Områder i fx Skandinavien oplever stadig landhævninger efter sidste istid. Den største hævning findes i Sverige i dag, nemlig i Norrland, især Ångermanland, hvor kysten har hævet sig 15 meter de seneste 500 år. I dag hæver området sig cirka 7 mm/år. I Danmark findes den største landhævning ved Læsø, der hæver sig med cirka 5 mm/år. 

## Skurestriber
Skurestriber er spor efter gletsjerbevægelser, der findes på klippeflader. De kan afsløre, at et område engang har været dækket af indlandsis. Striberne er dannet af sten, der har været indefrosset i isen og har siddet fast på undersiden. Når isen har bevæget sig henover overfladen, har disse klippestykker skrabet furerne. Striberne fortæller derved også, i hvilken retning isen har bevæget sig. I de tilfælde, hvor skurestriber krydser hinanden, er de ikke dannet på samme tid, men er udtryk for, at isens drift har skiftet retning, eller der er tale om spor efter flere forskellige nedisninger.

## Jordlag
I forbindelse med at en indlandsis smelter forneden, dannes der forskellige jordarter; det kan fx være moræne, glacialt og postglacialt ler, smeltevandssand og silt. Gennem studier af jordlagene kan man se, hvordan afsmeltningen af isen er foregået. Moræne er en aflejring, der består af både sand, sten og ler, og den dannes ved gletsjerkanten af materiale, som er ført med isen gennem afsmeltningen af isens underside.

## Globale opvarmningseffekter
Grønlands og formodentligt Antarktis’ iskapper har tabt noget af deres masse, idet den samlede afsmeltning fra gletsjerne nu overgår den samlede akkumulering af is, primært i form af nedbør. Ifølge FN’s klimapanel har den hidtidige afsmeltning resulteret i en stigning af vandstanden i verdenshavene på omkring 0,21 ± 0,07 mm/år mellem 1993 og 2003. 
IPCC forudsiger, at massetabet fra Grønlands indlandsis fortsat vil overstige akkumulationen fra snefald, og at iskappen derfor med tiden gradvist vil trække sig tilbage. Der er i 2012 almindelig videnskabelig enighed om at afsmeltning af Grønlands indlandsis er i størrelse af 350 Gt som direkte afsmeltning og 450 Gt som isbjerge. Dette ferske vand blander sig med overfladevandet i Atlanterhavet, og i yderste konsekvens kan det betyde at tungtvandsdannelsen hæmmes eller hindres, og at der dermed sætter en prop i Grønlandspumpen og dermed i det globale thermohaline kredsløb med store klimaændringer som følge for Vesteuropa.
Det forventes, at akkumuleringen fra nedbør fortsat vil overstige afsmeltningen i Antarktis, men dette er dog omgærdet med en vis usikkerhed.
Man har regnet på havvandsstigningen som følge af afsmeltningen og finder at Danmark stort set vil drukne i smeltevandet, såfremt menneskeheden forbrænder alt fossilt brændstof.